# Paul Günther
Paul Günther (Hannover, 24 ottobre 1882 – Duisburg, 13 febbraio 1959) è stato un tuffatore tedesco. Ha rappresentato la Germania ai Giochi olimpici di Stoccolma 1912 vincendo la medaglia d'oro nel concorso del trampolino.

## Palmarès
- Giochi olimpici

Stoccolma 1912: oro nella trampolino